# Batelov
Batelov (in tedesco Battelau) è un comune mercato della Repubblica Ceca facente parte del distretto di Jihlava, nella regione di Vysočina.